# Beach volley ai XVIII Giochi panamericani - Torneo maschile
Il torneo di beach volley maschile ai XVIII Giochi panamericani di Lima si è disputato tra il 24 e 30 luglio 2019. Tutti gli incontri si sono disputati nella Costa Verde, a San Miguel.

## Primo turno
Classificati direttamente ai quarti di finale.      Classificati ai pre-quarti di finale.      Disputano le partite per il 13°, 14°, 15°, e 16º posto.

### Gruppo A
|     |                                         |       | Partite | Partite | Set   | Set    | Set   | Punti | Punti | Punti |
| Pos | Squadra                                 | Punti | Vinte   | Perse   | Fatti | Subiti | Ratio | V     | P     | Ratio |
| --- | --------------------------------------- | ----- | ------- | ------- | ----- | ------ | ----- | ----- | ----- | ----- |
| 1   | Rolando Hernández / José Gregorio Gómez | 6     | 3       | 0       | 6     | 0      | MAX   | 126   | 81    | 1.556 |
| 2   | Andy Leonardo / Luis García             | 4     | 2       | 1       | 4     | 2      | 2.000 | 121   | 93    | 1.301 |
| 3   | Álex Medina / William Sánchez           | 2     | 1       | 2       | 2     | 4      | 0.500 | 106   | 109   | 0.972 |
| 4   | Gabriel Vásquez / Bruno Seminario       | 0     | 0       | 3       | 0     | 6      | 0.000 | 58    | 126   | 0.460 |

| Data      |                     | Risultato |                   | Set 1 | Set 2 | Set 3 |
| --------- | ------------------- | --------- | ----------------- | ----- | ----- | ----- |
| 24 luglio | Vásquez / Seminario | 0 – 2     | Medina / Sánchez  | 11-21 | 14-21 |       |
| 24 luglio | Leonardo / García   | 0 – 2     | Hernández / Gómez | 18-21 | 19-21 |       |
| 25 luglio | Vásquez / Seminario | 0 – 2     | Hernández / Gómez | 8-21  | 6-21  |       |
| 25 luglio | Leonardo / García   | 2 – 0     | Medina / Sánchez  | 21-19 | 21-15 |       |
| 26 luglio | Vásquez / Seminario | 0 – 2     | Leonardo / García | 11-21 | 6-21  |       |
| 26 luglio | Hernández / Gómez   | 2 – 0     | Medina / Sánchez  | 21-14 | 21-16 |       |

### Gruppo B
|     |                                   |       | Partite | Partite | Set   | Set    | Set   | Punti | Punti | Punti |
| Pos | Squadra                           | Punti | Vinte   | Perse   | Fatti | Subiti | Ratio | V     | P     | Ratio |
| --- | --------------------------------- | ----- | ------- | ------- | ----- | ------ | ----- | ----- | ----- | ----- |
| 1   | Nicolás Capogrosso / Julián Azaad | 6     | 3       | 0       | 6     | 1      | 6.000 | 139   | 89    | 1.562 |
| 2   | Ian Satterfield / Mark Burik      | 4     | 2       | 1       | 5     | 2      | 2.500 | 127   | 106   | 1.198 |
| 3   | Carlos Escobar / David Vargas     | 2     | 1       | 2       | 2     | 4      | 0.500 | 88    | 116   | 0.759 |
| 4   | Daynte Stewart / Marlon Phillip   | 0     | 0       | 3       | 0     | 6      | 0.000 | 83    | 126   | 0.659 |

| Data      |                     | Risultato |                    | Set 1 | Set 2 | Set 3 |
| --------- | ------------------- | --------- | ------------------ | ----- | ----- | ----- |
| 24 luglio | Satterfield / Burik | 2 – 0     | Escobar / Vargas   | 21-12 | 21-10 |       |
| 24 luglio | Capogrosso / Azaad  | 2 – 0     | Stewart / Phillip  | 21-15 | 21-7  |       |
| 25 luglio | Satterfield / Burik | 2 – 0     | Stewart / Phillip  | 21-13 | 21-16 |       |
| 25 luglio | Capogrosso / Azaad  | 2 – 0     | Escobar / Vargas   | 21-12 | 21-12 |       |
| 26 luglio | Satterfield / Burik | 1 – 2     | Capogrosso / Azaad | 21-19 | 10-21 | 12-15 |
| 26 luglio | Stewart / Phillip   | 0 – 2     | Escobar / Vargas   | 19-21 | 13-21 |       |

### Gruppo C
|     |                                       |       | Partite | Partite | Set   | Set    | Set   | Punti | Punti | Punti |
| Pos | Squadra                               | Punti | Vinte   | Perse   | Fatti | Subiti | Ratio | V     | P     | Ratio |
| --- | ------------------------------------- | ----- | ------- | ------- | ----- | ------ | ----- | ----- | ----- | ----- |
| 1   | Oscar Brandão / Thiago Dealtry        | 4     | 2       | 1       | 5     | 2      | 2.500 | 135   | 112   | 1.205 |
| 2   | Sergio González / Luis Enrique Reyes  | 4     | 2       | 1       | 5     | 3      | 1.667 | 142   | 131   | 1.084 |
| 3   | Mauricio Vieyto / Marco Cairús        | 4     | 2       | 1       | 4     | 3      | 1.333 | 124   | 115   | 1.078 |
| 4   | Victor Alpizar / Sebastián Valenciano | 0     | 0       | 3       | 0     | 6      | 0.000 | 84    | 127   | 0.661 |

| Data      |                   | Risultato |                      | Set 1 | Set 2 | Set 3 |
| --------- | ----------------- | --------- | -------------------- | ----- | ----- | ----- |
| 24 luglio | Brandão / Dealtry | 2 – 0     | Alpizar / Valenciano | 21-13 | 21-14 |       |
| 24 luglio | González / Reyes  | 1 – 2     | Vieyto / Cairús      | 21-15 | 16-21 | 8-15  |
| 25 luglio | Brandão / Dealtry | 2 – 0     | Vieyto / Cairús      | 21-16 | 21-14 |       |
| 25 luglio | González / Reyes  | 2 – 0     | Alpizar / Valenciano | 21-13 | 21-16 |       |
| 26 luglio | Brandão / Dealtry | 1 – 2     | González / Reyes     | 21-16 | 14-21 | 16-18 |
| 26 luglio | Vieyto / Cairús   | 2 – 0     | Alpizar / Valenciano | 22-20 | 21-8  |       |

### Gruppo D
|     |                                   |       | Partite | Partite | Set   | Set    | Set   | Punti | Punti | Punti |
| Pos | Squadra                           | Punti | Vinte   | Perse   | Fatti | Subiti | Ratio | V     | P     | Ratio |
| --- | --------------------------------- | ----- | ------- | ------- | ----- | ------ | ----- | ----- | ----- | ----- |
| 1   | Marco Grimalt / Esteban Grimalt   | 6     | 3       | 0       | 6     | 2      | 3.000 | 149   | 124   | 1.202 |
| 2   | Rodolfo Ontiveros / Juan Virgen   | 4     | 2       | 1       | 5     | 2      | 2.500 | 130   | 118   | 1.102 |
| 3   | Aaron Nusbaum / Michael Plantinga | 2     | 1       | 2       | 2     | 4      | 0.500 | 110   | 132   | 0.833 |
| 4   | Rubén Mora / Dany López           | 0     | 0       | 3       | 1     | 6      | 0.167 | 134   | 149   | 0.899 |

| Data      |                         | Risultato |                         | Set 1 | Set 2 | Set 3 |
| --------- | ----------------------- | --------- | ----------------------- | ----- | ----- | ----- |
| 24 luglio | Nusbaum / Plantinga     | 2 – 0     | Mora / López            | 22-20 | 30-28 |       |
| 24 luglio | M. Grimalt / E. Grimalt | 2 – 1     | Ontiveros / Virgen      | 21-15 | 16-21 | 15-10 |
| 25 luglio | Nusbaum / Plantinga     | 0 – 2     | Ontiveros / Virgen      | 14-21 | 19-21 |       |
| 25 luglio | M. Grimalt / E. Grimalt | 2 – 1     | Mora / López            | 21-19 | 19-21 | 15-13 |
| 26 luglio | Nusbaum / Plantinga     | 0 – 2     | M. Grimalt / E. Grimalt | 11-21 | 14-21 |       |
| 26 luglio | Ontiveros / Virgen      | 2 – 0     | Mora / López            | 21-16 | 21-17 |       |

## Fase finale
| Qualif. ai Quarti       | Qualif. ai Quarti |  |  | Quarti                  | Quarti                |  |                         | Semifinali              | Semifinali      |  |                         | Finale               | Finale |
|                         |                   |  |  |                         |                       |  |                         |                         |                 |  |                         |                      |        |
|                         |                   |  |  | M. Grimalt – E. Grimalt | 2                     |  |                         |                         |                 |  |                         |                      |        |
| Sergio González – Reyes | 2                 |  |  | González – Luis Reyes   | 0                     |  |                         |                         |                 |  |                         |                      |        |
| Medina – Sánchez        | 0                 |  |  |                         |                       |  | E. Grimalt - M. Grimalt | 2                       |                 |  |                         |                      |        |
| Satterfield – Burik     | 0                 |  |  |                         |                       |  | Nusbaum – Plantinga     | 0                       |                 |  |                         |                      |        |
| Nusbaum – Plantinga     | 2                 |  |  | Hernández – Gómez       | 1                     |  |                         |                         |                 |  |                         |                      |        |
|                         |                   |  |  | Nusbaum – Plantinga     | 2                     |  |                         |                         |                 |  |                         |                      |        |
|                         |                   |  |  |                         |                       |  |                         |                         |                 |  | E. Grimalt - M. Grimalt | 2                    |        |
|                         |                   |  |  |                         |                       |  |                         |                         |                 |  | Ontiveros - Virgen      | 1                    |        |
|                         |                   |  |  | Brandão – Dealtry       | 0                     |  |                         |                         |                 |  |                         |                      |        |
| Ontiveros – Virgen      | 2                 |  |  | Ontiveros – Virgen      | 2                     |  |                         |                         |                 |  |                         |                      |        |
| Escobar – Vargas        | 0                 |  |  |                         |                       |  | Ontiveros – Virgen      | 2                       |                 |  |                         |                      |        |
| Leonardo – García       | 2                 |  |  |                         |                       |  | Capogrosso – Azaad      | 1                       |                 |  | Finale 3º Posto         | Finale 3º Posto      |        |
| Vieyto – Cairus         | 0                 |  |  | Capogrosso – Azaad      | 2                     |  |                         |                         |                 |  | Nusbaum – Plantinga     | 0                    |        |
|                         |                   |  |  | Cairus - Vieyto         | 1                     |  |                         |                         |                 |  |                         | Capogrosso - Mehamed | 2      |
|                         |                   |  |  |                         |                       |  |                         |                         |                 |  |                         |                      |        |
|                         |                   |  |  | Classificazione 5°-8°   | Classificazione 5°-8° |  |                         | Finale 5º posto         | Finale 5º posto |  |                         |                      |        |
|                         |                   |  |  |                         |                       |  |                         |                         |                 |  |                         |                      |        |
|                         |                   |  |  | Sergio González – Reyes | 2                     |  |                         | Sergio González – Reyes | 2               |  |                         |                      |        |
|                         |                   |  |  | Hernández – Gómez       | 1                     |  |                         | Cairus - Vieyto         | 0               |  |                         |                      |        |
|                         |                   |  |  |                         |                       |  |                         |                         |                 |  |                         |                      |        |
|                         |                   |  |  |                         |                       |  |                         | Finale 7º posto         |                 |  |                         |                      |        |
|                         |                   |  |  |                         |                       |  |                         |                         |                 |  |                         |                      |        |
|                         |                   |  |  | Brandão – Dealtry       | 0                     |  | Hernández – Gómez       | 0                       |                 |  |                         |                      |        |
|                         |                   |  |  | Cairus - Vieyto         | 2                     |  |                         | Brandão – Dealtry       | 2               |  |                         |                      |        |

### 9º - 12º posto
|  | Semifinali                    | Semifinali                    | Semifinali                  |                             |                              | Finale 9º posto               | Finale 9º posto               | Finale 9º posto  |  |
|  |                               |                               |                             |                             |                              |                               |                               |                  |  |
|  | Álex Medina / William Sánchez | Álex Medina / William Sánchez | 0                           |                             |                              |                               |                               |                  |  |
|  | Álex Medina / William Sánchez | Álex Medina / William Sánchez | 0                           |                             |                              |                               |                               |                  |  |
|  | Ian Satterfield / Mark Burik  | Ian Satterfield / Mark Burik  | 2                           |                             |                              |                               |                               |                  |  |
|  | Ian Satterfield / Mark Burik  | Ian Satterfield / Mark Burik  | 2                           |                             | Ian Satterfield / Mark Burik | Ian Satterfield / Mark Burik  | 1                             |                  |  |
|  |                               |                               |                             |                             | Ian Satterfield / Mark Burik | Ian Satterfield / Mark Burik  | 1                             |                  |  |
|  |                               |                               | Andy Leonardo / Luis García | Andy Leonardo / Luis García | 2                            |                               |                               |                  |  |
|  | Carlos Escobar / David Vargas | Carlos Escobar / David Vargas | Andy Leonardo / Luis García | Andy Leonardo / Luis García | 2                            | 1                             |                               |                  |  |
|  | Carlos Escobar / David Vargas | Carlos Escobar / David Vargas |                             |                             |                              | 1                             |                               |                  |  |
|  | Andy Leonardo / Luis García   | Andy Leonardo / Luis García   | 2                           |                             |                              | Finale 11º posto              | Finale 11º posto              | Finale 11º posto |  |
|  | Andy Leonardo / Luis García   | Andy Leonardo / Luis García   | 2                           |                             |                              |                               |                               |                  |  |
|  |                               |                               |                             |                             |                              |                               |                               |                  |  |
|  |                               |                               |                             |                             |                              | Álex Medina / William Sánchez | Álex Medina / William Sánchez | 2                |  |
|  |                               |                               |                             |                             |                              | Álex Medina / William Sánchez | Álex Medina / William Sánchez | 2                |  |
|  |                               |                               |                             |                             |                              | Carlos Escobar / David Vargas | Carlos Escobar / David Vargas | 0                |  |

Risultati
| Data      |                  | Risultato |                     | Set 1 | Set 2 | Set 3 |
| --------- | ---------------- | --------- | ------------------- | ----- | ----- | ----- |
| 28 luglio | Medina / Sánchez | 0 – 2     | Satterfield / Burik | 13-21 | 12-21 |       |
| 28 luglio | Escobar / Vargas | 1 – 2     | Leonardo / García   | 13-21 | 21-17 | 11-15 |

11º - 12º posto
| Data      |                  | Risultato |                        | Set 1 | Set 2 | Set 3 |
| --------- | ---------------- | --------- | ---------------------- | ----- | ----- | ----- |
| 28 luglio | Medina / Sánchez | 2 – 0     | Escobar / David Vargas | 21-11 | 21-14 |       |

9º - 10º posto
| Data      |                     | Risultato |                   | Set 1 | Set 2 | Set 3 |
| --------- | ------------------- | --------- | ----------------- | ----- | ----- | ----- |
| 29 luglio | Satterfield / Burik | 1 – 2     | Leonardo / García | 24-22 | 35-37 | 11-15 |

### 13º - 16º posto
|  | Semifinali                            | Semifinali                            | Semifinali              |                         |                                       | Finale 13º posto                      | Finale 13º posto                  | Finale 13º posto |  |
|  |                                       |                                       |                         |                         |                                       |                                       |                                   |                  |  |
|  | Daynte Stewart / Marlon Phillip       | Daynte Stewart / Marlon Phillip       | 1                       |                         |                                       |                                       |                                   |                  |  |
|  | Daynte Stewart / Marlon Phillip       | Daynte Stewart / Marlon Phillip       | 1                       |                         |                                       |                                       |                                   |                  |  |
|  | Victor Alpizar / Sebastián Valenciano | Victor Alpizar / Sebastián Valenciano | 2                       |                         |                                       |                                       |                                   |                  |  |
|  | Victor Alpizar / Sebastián Valenciano | Victor Alpizar / Sebastián Valenciano | 2                       |                         | Victor Alpizar / Sebastián Valenciano | Victor Alpizar / Sebastián Valenciano | 0                                 |                  |  |
|  |                                       |                                       |                         |                         | Victor Alpizar / Sebastián Valenciano | Victor Alpizar / Sebastián Valenciano | 0                                 |                  |  |
|  |                                       |                                       | Rubén Mora / Dany López | Rubén Mora / Dany López | 2                                     |                                       |                                   |                  |  |
|  | Gabriel Vásquez / Bruno Seminario     | Gabriel Vásquez / Bruno Seminario     | Rubén Mora / Dany López | Rubén Mora / Dany López | 2                                     | 0                                     |                                   |                  |  |
|  | Gabriel Vásquez / Bruno Seminario     | Gabriel Vásquez / Bruno Seminario     |                         |                         |                                       | 0                                     |                                   |                  |  |
|  | Rubén Mora / Dany López               | Rubén Mora / Dany López               | 2                       |                         |                                       | Finale 15º posto                      | Finale 15º posto                  | Finale 15º posto |  |
|  | Rubén Mora / Dany López               | Rubén Mora / Dany López               | 2                       |                         |                                       |                                       |                                   |                  |  |
|  |                                       |                                       |                         |                         |                                       |                                       |                                   |                  |  |
|  |                                       |                                       |                         |                         |                                       | Daynte Stewart / Marlon Phillip       | Daynte Stewart / Marlon Phillip   | 2                |  |
|  |                                       |                                       |                         |                         |                                       | Daynte Stewart / Marlon Phillip       | Daynte Stewart / Marlon Phillip   | 2                |  |
|  |                                       |                                       |                         |                         |                                       | Gabriel Vásquez / Bruno Seminario     | Gabriel Vásquez / Bruno Seminario | 0                |  |

Risultati
| Data      |                             | Risultato |                      | Set 1 | Set 2 | Set 3 |
| --------- | --------------------------- | --------- | -------------------- | ----- | ----- | ----- |
| 27 luglio | Stewart / Phillip           | 1 – 2     | Alpizar / Valenciano | 21-19 | 16-21 | 12-15 |
| 27 luglio | Gabriel Vásquez / Seminario | 0 – 2     | Mora / López         | 7-21  | 15-21 |       |

15º - 16º posto
| Data      |                   | Risultato |                     | Set 1 | Set 2 | Set 3 |
| --------- | ----------------- | --------- | ------------------- | ----- | ----- | ----- |
| 27 luglio | Stewart / Phillip | 2 – 0     | Vásquez / Seminario | 21-19 | 21-16 |       |

13º - 14º posto
| Data      |                      | Risultato |              | Set 1 | Set 2 | Set 3 |
| --------- | -------------------- | --------- | ------------ | ----- | ----- | ----- |
| 28 luglio | Alpizar / Valenciano | 0 – 2     | Mora / López | 16-21 | 14-21 |       |

### Classificazione ai quarti
| Data      |                     | Risultato |                     | Set 1 | Set 2 | Set 3 |
| --------- | ------------------- | --------- | ------------------- | ----- | ----- | ----- |
| 27 luglio | Satterfield / Burik | 0 – 2     | Nusbaum / Plantinga | 19-21 | 12-21 |       |
| 27 luglio | González / Reyes    | 2 – 0     | Medina / Sánchez    | 21-17 | 21-14 |       |
| 27 luglio | Ontiveros / Virgen  | 2 – 0     | Escobar / Vargas    | 21-16 | 21-12 |       |
| 27 luglio | Leonardo / García   | 0 – 2     | Vieyto / Cairús     | 15-21 | 17-21 |       |

### Quarti di finale
| Data      |                         | Risultato |                     | Set 1 | Set 2 | Set 3 |
| --------- | ----------------------- | --------- | ------------------- | ----- | ----- | ----- |
| 28 luglio | M. Grimalt / E. Grimalt | 2 – 0     | González / Reyes    | 21-13 | 21-16 |       |
| 28 luglio | Hernández / Gómez       | 1 – 2     | Nusbaum / Plantinga | 26-28 | 24-22 | 7-15  |
| 28 luglio | Brandão / Dealtry       | 0 – 2     | Ontiveros / Virgen  | 25-27 | 20-22 |       |
| 28 luglio | Capogrosso / Azaad      | 2 – 1     | Vieyto / Cairús     | 14-21 | 21-14 | 18-16 |

### 5º - 8º posto
| Data      |                   | Risultato |                   | Set 1 | Set 2 | Set 3 |
| --------- | ----------------- | --------- | ----------------- | ----- | ----- | ----- |
| 29 luglio | González / Reyes  | 2 – 1     | Hernández / Gómez | 14-21 | 26-24 | 15-12 |
| 28 luglio | Brandão / Dealtry | 0 – 2     | Vieyto / Cairús   | 13-21 | 20-22 |       |

### Finale 7º posto
| Data      |                   | Risultato |                   | Set 1 | Set 2 | Set 3 |
| --------- | ----------------- | --------- | ----------------- | ----- | ----- | ----- |
| 30 luglio | Hernández / Gómez | 0 – 2     | Brandão / Dealtry | 17-21 | 11-21 |       |

### Finale 5º posto
| Data      |                  | Risultato |                 | Set 1 | Set 2 | Set 3 |
| --------- | ---------------- | --------- | --------------- | ----- | ----- | ----- |
| 30 luglio | González / Reyes | 2 – 0     | Vieyto / Cairús | 21-17 | 21-16 |       |

### Semifinali
| Data      |                         | Risultato |                     | Set 1 | Set 2 | Set 3 |
| --------- | ----------------------- | --------- | ------------------- | ----- | ----- | ----- |
| 29 luglio | M. Grimalt / E. Grimalt | 2 – 0     | Nusbaum / Plantinga | 21-12 | 21-14 |       |
| 29 luglio | Ontiveros / Virgen      | 2 – 1     | Capogrosso / Azaad  | 9-21  | 21-17 | 15-12 |

### Finale 3º posto
| Data      |                     | Risultato |                    | Set 1 | Set 2 | Set 3 |
| --------- | ------------------- | --------- | ------------------ | ----- | ----- | ----- |
| 30 luglio | Nusbaum / Plantinga | 0 – 2     | Capogrosso / Azaad | 17-21 | 18-21 |       |

### Finale 1º posto
| Data      |                         | Risultato |                    | Set 1 | Set 2 | Set 3 |
| --------- | ----------------------- | --------- | ------------------ | ----- | ----- | ----- |
| 30 luglio | M. Grimalt / E. Grimalt | 2 – 1     | Ontiveros / Virgen | 21-19 | 22-24 | 15-10 |

## Classifica finale
| Pos | Squadra                                 |
| --- | --------------------------------------- |
|     | Marco Grimalt / Esteban Grimalt         |
|     | Rodolfo Ontiveros / Juan Virgen         |
|     | Nicolás Capogrosso / Julián Azaad       |
| 4   | Aaron Nusbaum / Michael Plantinga       |
| 5   | Sergio González / Luis Enrique Reyes    |
| 6   | Mauricio Vieyto / Marco Cairús          |
| 7   | Oscar Brandão / Thiago Dealtry          |
| 8   | Rolando Hernández / José Gregorio Gómez |
| 9   | Andy Leonardo / Luis García             |
| 10  | Ian Satterfield / Mark Burik            |
| 11  | Álex Medina / William Sánchez           |
| 12  | Carlos Escobar / David Vargas           |
| 13  | Rubén Mora / Dany López                 |
| 14  | Victor Alpizar / Sebastián Valenciano   |
| 15  | Daynte Stewart / Marlon Phillip         |
| 16  | Gabriel Vásquez / (Bruno Seminario      |